# Milton (Dacota do Norte)
Milton é uma cidade localizada no estado norte-americano de Dacota do Norte, no Condado de Cavalier.

## Demografia
Segundo o censo norte-americano de 2000, a sua população era de 85 habitantes.
Em 2006, foi estimada uma população de 73, um decréscimo de 12 (-14.1%).

## Geografia
De acordo com o United States Census Bureau tem uma área de
1,0 km², dos quais 1,0 km² cobertos por terra e 0,0 km² cobertos por água.

## Localidades na vizinhança
O diagrama seguinte representa as localidades num raio de 24 km ao redor de Milton.